# Фенино (Калязинский район)
Фенино — деревня в Калязинском районе Тверской области. Входит в состав Старобисловского сельского поселения.

## География
Находится на берегу реки Сабля в 6 км на юго-запад от центра поселения деревни Старобислово и в 34 км на юго-восток от города Калязина.

## История
В конце XIX — начале XX века деревня являлась центром Расловской волости Калязинского уезда Тверской губернии. В 1859 году в деревне было 16 дворов, фабрика.
С 1929 года деревня входила в состав Пеньевского сельсовета Нерльского района Кимрского округа Московской области, с 1935 года — в составе Калининской области, с 1956 года в составе — Калязинского района, с 1994 года — в составе Пеньевского сельского округа, с 2005 года — в составе Старобисловского сельского поселения.

## Население
| 1859 | 1888 | 2002 | 2010 |
| ---- | ---- | ---- | ---- |
| 117  | ↗176 | ↘9   | ↘6   |